# Plessé

Plessé este o comună în departamentul Loire-Atlantique, Franța. În 2009 avea o populație de 4,528 de locuitori.